# Euryproctus albocinctus
Euryproctus albocinctus är en stekelart som beskrevs av Davis 1897. Euryproctus albocinctus ingår i släktet Euryproctus och familjen brokparasitsteklar. Inga underarter finns listade i Catalogue of Life.